# Samsonadzeebi
Samsonadzeebi (gruzínsky სამსონაძეები) je gruzínský animovaný televizní sitcom vytvořený Šalvou Ramišvilim. Úvodní díl byl v Gruzii vysílán v listopadu 2009. Je popisován jako seriál mající „více než nápadnou podobnost“ s americkým animovaným televiznímu sitcomem Simpsonovi.
Samsonadzovi jsou „rodina se žlutou barvou kůže, skládající se z otupělého manžela“ (Gela Samsonadzeho, který pracuje v bance) „a jeho bohatě sladké ženy, kteří společně žijí ve smyšleném městě se svými dětmi“, Šorenem a Giou. Také mají papouška, Kokeho. Lze si všimnout zdánlivé podobnosti mezi jejich domovským městem a městem Tbilisi.
Ramišvili uvedl, že se seriál má „dotknout sociálních problémů, které osloví gruzínské publikum“, zatímco Zviad Bliadze, hlavní scenárista seriálu, prohlásil: „Prostě jsme vzali průměrnou rodinu a udělali parodii častých vlastností jako např. lenost, či láska k alkoholu.“
Seriál také přitáhl jistou pozornost svým negativním znázorněním ruských vůdců v rámci napjatých vztahů mezi Gruzií a Ruskem. V jedné epizodě se objevuje i ruský premiér Vladimir Putin, jak posílá špióna do Gruzie. Ramišvili toto popsal jako kritiku ruské vlády. Pro The Independent ale poznamenal, že není v plánu zahrnout do seriálu kontroverzního gruzínského prezidenta Michaila Saakašviliho. Russia Today uvedla, že si tvůrci seriálu „dělají legraci z ruských politiků, ale zapomínají na své vlastní.“

## Seznam dílů
První řada
- 0. rogor sheqmna samsonadzeebi (Jak vytvořit Samsonadzovi)
- 1. samsaxuri bankshi 1tetris gamo ar daagvianot (Pracuj v bance za jeden peníz)
- 2. droxa ar gaiyida
- 3. brdzola kinoze: qeto da kote (Bitva za film: Qeto a Kote)
- 4. matyuara shen, shen martla matyuara, mcxvenia (Ty jsi to zlo)
- 5. ormagi gela (Dvojitý Gela)
- 6. 3054 G2S1
- 7. dodos vakacia (Dodina dovolená)
- 8. es dzarcvaa! (To je zlý tým)
- 9. gela asrulebs ocnebebs
- 10. boroti samsonadzeebis ojaxi (Zlá rodina Samsonadzů)
- 11. Simpsonebi samsonadzeebshi
- 12, 13. ra aris bedoba nawili 1 da 2
- 14. bevri fuli ojaxshi (Nejvíce peněz v rodině)
- 15. fantastikuri dzala ojaxshi (Největší moc v rodině)
- 16. diktatoruli yinuli
- 17. lavas miwa
- 18. boroti daqali dodos